# Тканинні фільтри
Тканинні фільтри (рос. фильтры тканевые, англ. fabric (cloth) filters, bag filters, bagtype filters; нім. Gewebefilter m) – пиловловлювальні апарати, дія яких базується на фільтруванні запиленого повітря через проникні фільтрувальні тканини (шерстяну, бавовняну чи синтетичну), а також через нетканий пористий матеріал. Використовуються мішечні, горизонтальні та вертикальні рукавні фільтри для очищення великої кількості повітря та ін. 
Ефективність очищення від тонкого пилу (дрібніше 0,2 мкм) – до 99%.
Тканинні фільтри підрозділяють :
- за способом роботи на фільтри періодичної і безперервної дії;
- за формою фільтрувальної поверхні – на рукавні, мішечні й рамкові;

- за способом регенерації фільтрувальної поверхні – на:
  - фільтри з механічним струшуванням рукавів, рукавні фільтри зі зворотним секційної продувкою;
  - рукавні й плоскі фільтри з імпульсною продувкою стисненого повітря, рукавні фільтри, регенеровані пульсуючим потоком повітря або газу.